# Colobothea pimplaea
Colobothea pimplaea är en skalbaggsart som beskrevs av Bates 1865. Colobothea pimplaea ingår i släktet Colobothea och familjen långhorningar. Inga underarter finns listade i Catalogue of Life.